# Rysslands ockupation och annektering av Krim
Rysslands ockupation och annektering av Krim är en fas i en konflikt om halvön Krims nationella status. Konflikten trappades upp i slutet av februari 2014, efter att demonstrationer och kravaller i Ukrainas huvudstad Kiev lett till att presidenten Viktor Janukovytj flytt landet. Den politiska majoriteten i landets  parlament tippade i hans frånvaro över i oppositionens favör. Den rysktalande befolkningsmajoriteten i Krim hade i stora drag varit lojal med presidenten Viktor Janukovytj.
I slutet på februari iscensattes ett politiskt uppror i autonoma republiken Krim, där de upproriska fått assistans från Ryssland som militärt intervenerat – mer eller mindre öppet – i konflikten. Rysk militär (som genom avtal haft en flottbas på halvön) hade deltagit i militärinsatser över hela Krim, där den ryska svartahavsflottan beslagtog och intog flera ukrainska militärbaser. Krimregimen stoppade de ukrainskspråkiga TV-kanalernas sändningar.
Krims parlament deklarerade den Autonoma republiken Krims självständighet 11 mars 2014, vilket endast erkändes av Ryssland, varefter man ombildade sig till Republiken Krim (som även inkluderade staden Sevastopol). Republiken Krim och staden Sevastopol blev efter en folkomröstning annekterade av Ryssland den 18 mars 2014, som två separata enheter i landet. "Västvärlden" menade att folkomröstningen som låg till grund för detta bröt mot folkrätten och därmed var olaglig. 27 mars röstade FN:s generalförsamling igenom en resolution där den fördömde Rysslands annektering av Krim och Sevastopol.
Den nya regimen i Kiev försatte Ukrainas försvarsstyrkor i höjd beredskap. Observatörer från OSSE sändes till Ukraina vid ett flertal tillfällen under krisen men förvägrades tillträde till Krim. Ukraina bad om hjälp från Nato, som tillsammans med Sverige under mars 2014 sände spaningsflygplan till sina östra gränsområden för att "övervaka situationen". Efter ryska belägringar och stormningar av ukrainska militärbaser utrymdes dessa av ukrainsk personal/militär under månadens lopp. Ukrainsk militär blev beskjutna men ska inte ha skjutit tillbaka, i många fall eftersom de saknade aktiv stridsledning från sina överordnade.
I februari 2015 publicerade den icke-statskontrollerade ryska dagstidningen Novaja Gazeta uppgifter som gjorde gällande att både Rysslands annektering av Krim och en befarad/möjlig motsvarighet av den ukrainska delen av Donetskbäckenet skulle varit planerad sedan början av januari 2014.
För första gången sedan andra världskriget hade en europeisk stat erövrat och annekterat en del av ett annat land. Omvärlden reagerade kraftigt på annekteringen. Ryssland anklagades både för att ha brutit mot folkrätten och mot flera internationella avtal.

## Bakgrund

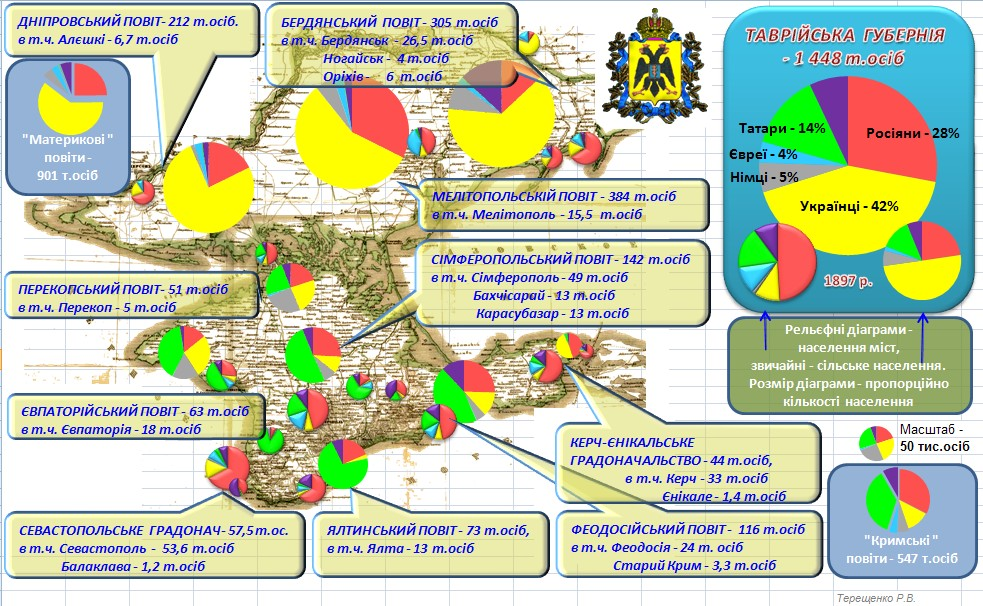
Den etniska sammansättningen i Krim och området norr därom år 1897. Grönt = krimtatarer, gult = ukrainare, rött = ryssar.

Ukrainska språkets spridning i början av 1900-talet. Det var då spritt endast till delar av Krim. Däremot fanns då många ukrainsktalande i angränsande delar av södra Ryssland, inklusive öster om Azovska sjön. Under sovjettiden minskade dessa starkt i antal, bland annat till följd av Holodomor.

Resultatet av en ukrainsk opinionsundersökning under perioden 8–18 februari 2014. Siffrorna står för andelen som då (under Viktor Janukovytj) ville att Ukraina och Ryssland skulle bli en stat.

### Krim under Ryssland, Sovjetunionen och Ukraina
Krim har sedan länge haft historiska band med Ryssland men har tillhört Ukraina sedan 1954. Halvön erövrades från Osmanska riket 1783 av Katarina den stora och införlivades i Kejsardömet Ryssland. Enligt fredsavtalet vid freden i Kjutjuk-Kajnardzji 1774 skulle inte Krim få bli självständigt eller tillhöra något tredje land; i så fall skulle Krim automatiskt återgå till det osmanska riket. 1954 överlämnade Sovjetledaren Nikita Chrusjtjov Krim som en gåva från den ryska rådsrepubliken till den ukrainska. När Sovjetunionen kollapsade 1991 blev Krim en del av Ukraina, till åtskilliga av de ryska invånarnas förtret. Av många ryssar och patriotiska Krimbor betraktas Krim som juvelen i imperiets krona och skådeplatsen för viktiga slag och segrar.
I Krims största stad, Sevastopol, finns Rysslands viktigaste örlogshamn i Svarta havet. Staden grundades som en marinbas för Svartahavsflottan i slutet av 1700-talet, och har sedan Sovjetunionens oordnade upplösning utgjort en grund för konflikter mellan Ryssland och Ukraina.

### Nytt styre och (ej införd) språklag
1995–2014 styrdes Krim av en politisk representation direkt tillsatt från Kiev. Den 22 februari 2014 avsattes Ukrainas president Viktor Janukovytj av Ukrainas parlament och under de följande dagarna blev parlamentets talman Oleksandr Turtjynov vald till tillfällig president. Janukovytj flydde huvudstaden till Ryssland och efterlystes därefter för massmord, då parlamentet vill ställa Janukovytj inför Internationella brottmålsdomstolen i Haag.
Via den språklag från 2012 som tillåter andra språk än ukrainska på regional och lokal nivå i Ukraina, har rumänska/moldaviska och ungerska införts som lokala språk i några gränskommuner. Dessutom har åtta städer (inklusive Charkiv och Luhansk) och sex oblast (Odessa, Mykolajiv, Cherson, Zaporizjzja, Dnipropetrovsk och Donetsk) infört ryska som administrationsspråk. Däremot hade lagen inte spelat någon roll på Krim, där både den ukrainska "autonoma" republiken och staden Sevastopol sedan 1990-talet hade direktstyre från Kiev. Representanter för OSSE hade avrått från att införa lagen. Lagens införande bidrog till öka splittringen i landet
23 februari 2014, efter oppositionens maktövertagande i Kiev, röstade parlamentet, med mycket liten marginal (232 av 450 röster) för att riva upp språklagen och återinföra ukrainska som enda nationellt språk på alla nivåer. Detta skapade rädsla bland de i huvudsak ryskspråkiga på Krim och övriga östra Ukraina, att den nya regeringen i Kiev skulle fortsätta diskriminera dem med ryska rötter. Krim hade innan krisen cirka 2 miljoner invånare, varav cirka 60 procent är etniska ryssar.
Beslutet i ukrainska parlamentet om att riva upp språklagen om regionala språk blev dock inte genomfört. Den tillförordnade presidenten Oleksandr Turtjynov inlade den 28 februari veto mot det nya lagförslaget, men först efter att Europaparlamentet krävt att de ukrainska myndigheterna skulle skydda möjligheten för människor att använda det ryska språket. Europaparlamentet uppmanade det ukrainska parlamentet att iaktta minoriteternas rättigheter och garantera friheten att använda ryska och andra minoritetsspråk. Det innebär att ryska fortfarande har status som regionalt språk i 13 av Ukrainas 27 oblast – de där rysktalande utgör minst tio procent av befolkningen.

## Förlopp

### 2014
1992–2014 var Krim en del av Ukraina och styrdes från 1995 av en politisk representation direkt tillsatt från Kiev. 27 februari 2014 etablerades en utbrytarregering i Krimrepubliken, i protest mot Jatsenjuk interimsregeringens maktövertagande på nationell nivå (se Euromajdan).
27 februari ockuperade maskerade män ett antal viktiga byggnader på Krim, inklusive parlamentsbyggnaden och två flygplatser. De förstörde nästan all telekommunikationsutrustning och Internetförbindelser mellan Krim och övriga Ukraina.
Medan parlamentsbyggnaden var under belägring, avskedade parlamentet den lokala regeringen och ersatte ordföranden för det lokala ministerrådet (ibland benämnd som Krims premiärminister) Anatolyi Mohyljov med Sergej Aksionov. De ryska trupperna som var stationerade på Krim enligt ett bilateralt avtal förstärktes, och två fartyg från den ryska Baltiska flottan kränkte ukrainskt vatten.
Den nya Krimregimen utlyste en folkomröstning om anslutning till Ryssland.
Ryska federationens inblandning i konflikten, genom militärövningar i Ukrainas närhet och inblandning i maktförskjutningen på Krim, fick internationella konsekvenser. Diplomatiska kontakter mellan USA och Ryssland togs på hög nivå, och Nato varnade 2 mars 2014 Ryssland om att dess aggressioner kommer att leda till konsekvenser.
De nya makthavarna i Ukraina har höjt säkerhetsberedskapen, inkallat reservister och bett Nato om hjälp för att stärka kontrollen över sitt eget territorium. Många drar paralleller med Rysslands ingripande i andra före detta Sovjetrepubliker med gräns mot Ryssland (se Abchazien och Sydossetien).

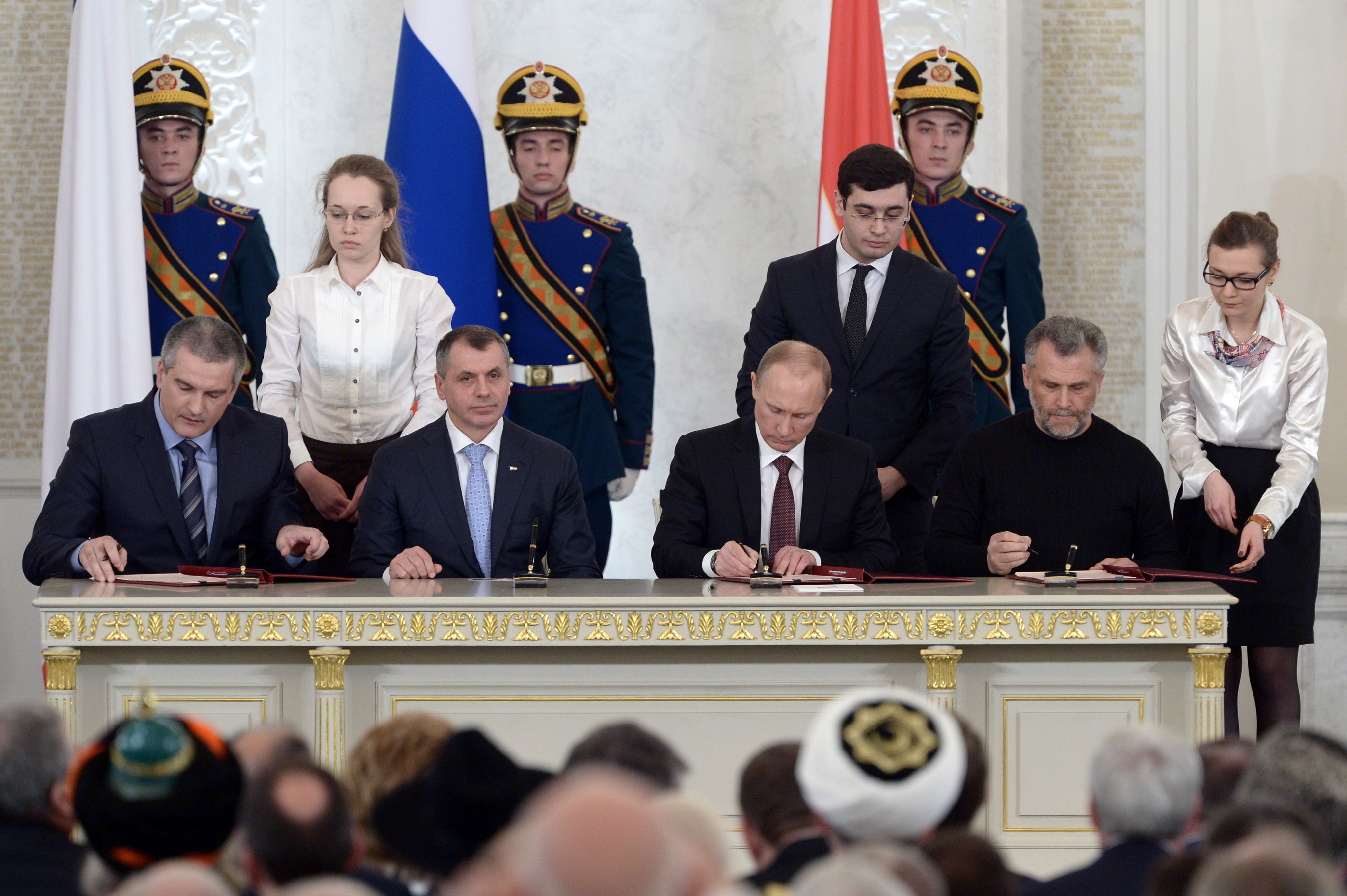
18 mars 2014, Vladimir Putin, Vladimir Konstantinov, Sergej Aksionov och Aleksej Tjalyj undertecknade avtalet med Ryssland om Republiken Krims upptagning i Ryssland.

Krims parlamentet deklarerade republikens självständighet från Ukraina 11 mars 2014. Den nya Krim-regimen genomförde en illegal folkomröstning om Krims framtid 16 mars 2014, där nästan 97 % av deltagarna röstade för en anslutning till Ryssland. Siffrorna är dock tvivelaktiga och ska inte ses som representativa för befolkningen då många proukrainska tatarer avstod från att rösta. Dagen efter erkände Ryssland som första stat Krims självständighet.

### 2015
Krims anslutning till Ryska federation har fått mycket begränsat internationellt erkännande. Ryska federationens beslut att inte förhandla med Ukraina om Krims status har fått internationell kritik och lett till fortsatta ekonomiska och politiska sanktioner från bland annat EU och USA. Trots Rysslands unilaterala anslutning av Krim har dock halvön fortsatt varit beroende av leveranser från fastlandet (dvs. Ukraina) för det mesta av sin elektricitet och dricksvatten, samt för många konsumtionsvaror.
I november 2015 sprängdes kraftledningar som då ledde elektricitet till Krims två miljoner invånare. Detta skedde genom något som betecknats som ett sabotage, av en grupp ukrainska nationalister och etniska krimtatarer. Efter sprängningen mörklades halvön, och Rysslands krav på att Ukraina skulle återställa elleveranser till Krim möttes oväntat nog av ett beslut av Ukraina att inleda en blockad mot varuleveranser till halvön.
Ryssland har meddelat planer på att förse Krim med elström via en undervattenskabel, men denna är klar för drift först runt årsskiftet 2015/2016. Ukrainas tveksamhet i att återupprätta handelsförbindelser och elleveranser till Krim ledde senare till att Ryssland 1 januari 2015 säger upp sitt frihandelsavtal med Ukraina.

## Spridning av konflikten till andra regioner

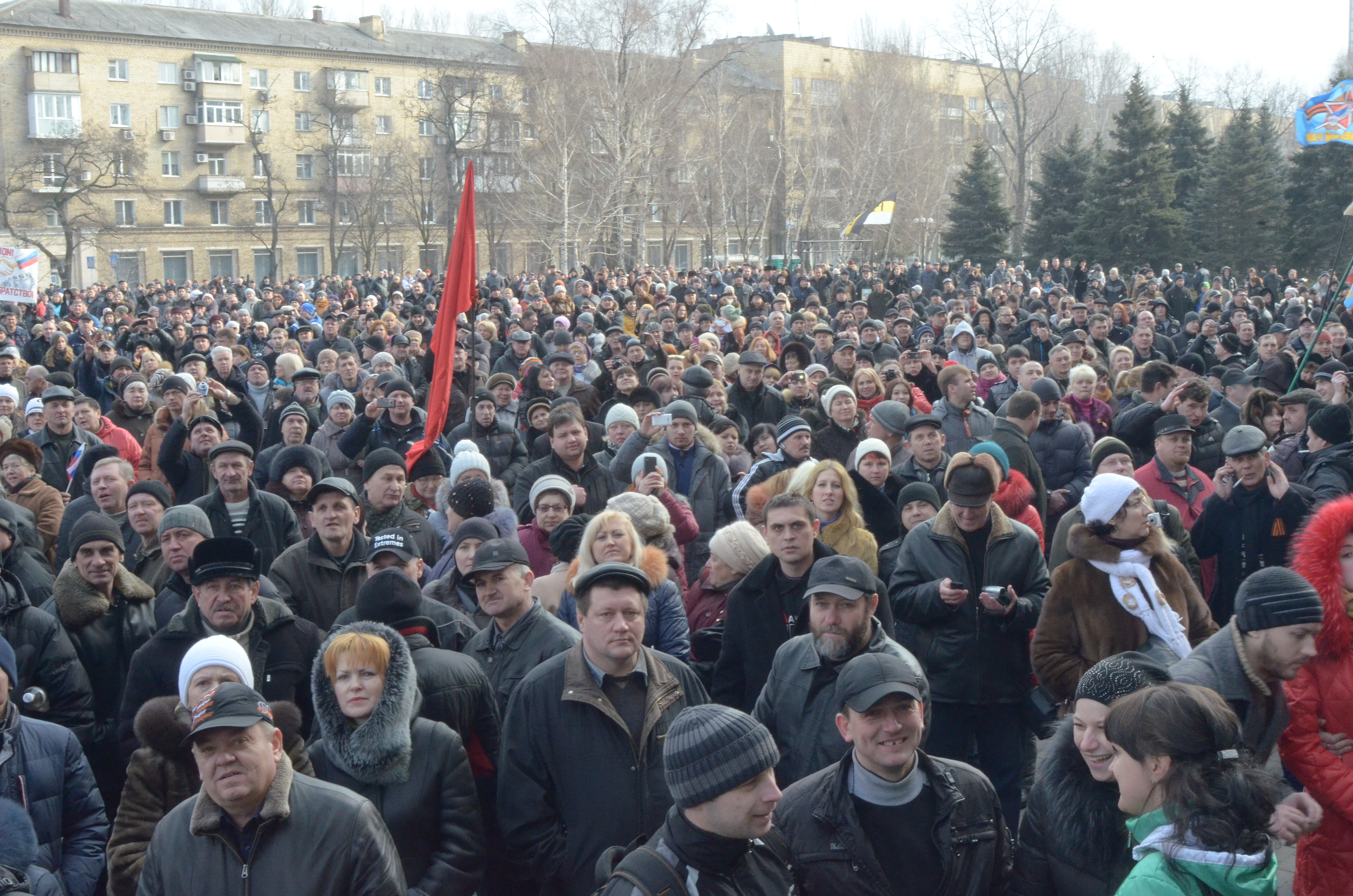
Prorysk demonstration i Donetsk 1 mars 2014.

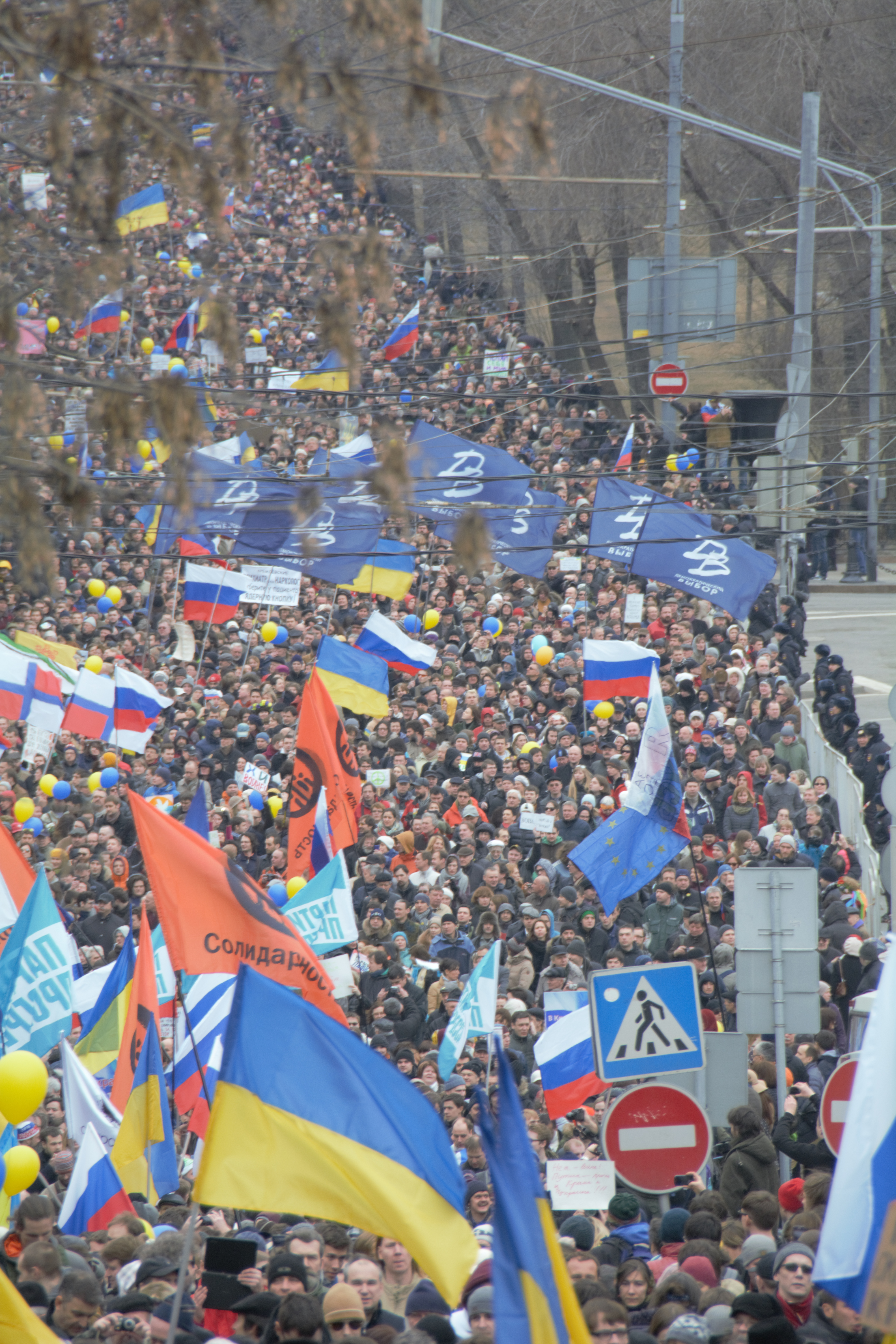
En fredsdemonstration i Moskva 15 mars 2014.

### Demonstrationer i Ukraina/Ryssland
I Donetsk sattes den ryska flaggan upp ovanför den lokala regeringsbyggnaden den 28 februari, och tusentals proryska demonstranter tågade i staden 2 mars. Liknande proryska protester förekom i en rad andra städer i östra och södra Ukraina, inklusive Charkiv, Dnipropetrovsk, Mariupol, Melitopol, Cherson, Mykolajiv och Odessa. I Charkiv, där ukrainska och ryska har ungefär lika många modersmålstalare, utbröt våldsamma sammandrabbningar i samband med demonstrationerna. Ukrainska tullmyndigheten sett ryska "militära fordon" längs den ryska gränsen vid Charkiv, Luhansk och Donetsk. Dessa händelser har av vissa, framför allt ryska grupper,[källa behövs] sett som del av en "rysk vår". En möjlig delning av Ukraina mellan väst och öst har därmed blivit aktualiserad.
- 7 mars rapporterades att den ukrainska flaggan åter vajar över den regionala parlamentsbyggnaden i Donetsk. Polis sa att man omhändertaget ett 70-tal personer (inklusive Pavel Gubarev – självutnämnd som "folkets guvernör"), som ockuperat byggnaden, för förhör.[48]

- 13 mars avled tre personer och skadades 17, under sammandrabbningar i Donetsk där flera hundra proryska demonstranter attackerade en lika stor grupp Kiev-vänliga demonstranter.[49]

- 14 mars avled en person under sammandrabbningar i Donetsk.[50]

- 15 mars avled två personer och minst fem skadades, när proryska aktivister och ukrainska nationalister natten till 15 mars drabbade samman i Charkiv. En prorysk demonstrant och en förbipasserande dödades när Kievtrogna öppnade eld mot en grupp män som försökte storma deras högkvarter.[51][52]

En fredsdemonstrationarrangerades i Moskva med uppemot 50 000 deltagare. I "fredsmarschen", som fått tillstånd från Moskvas borgmästare, viftades med både ukrainska och ryska flaggor, och på banderollerna fanns formuleringar som "För Ryssland och Ukraina – utan Putin"
Samtidigt arrangerades en annan demonstration (enligt Rysslands inrikesminister med 15 000 deltagare) i Moskva, "för Krim och mot fascism". Polisen höll de två demonstrationerna åtskilda för undvika våldsamheter.
Kreml meddelade att man fått flera vädjanden om hjälp från det ryskdominerade östra Ukraina, "fredliga medborgare i östra Ukraina riktat flera vädjanden om hjälp att försvara sig mot militanta ultranationalisters provokationer". Enligt det ryska utrikesministeriet överväger man vad som ska göras.
- 16 mars stormade proryska demonstranter ukrainska säkerhetstjänstens högkvarter och åklagarkontoret i Donetsk. Demonstranterna krävde att tidigare gripna proryska anhängare skulle släppas.[57]

I Charkiv bröt sig proryska aktivister in på ett kulturcentrum där de slet ut ukrainskspråkiga böcker och satte eld på dem. Aktivisterna tågade genom staden med banderoller i den ryska flaggans färger.
I Odessa marscherade tusentals Rysslandsvänliga demonstranter genom staden.
I Luhansk och Mikolajiv hölls ”improviserade” folkomröstningar.

## Rysk militär norr om Krim

### 8 mars
- Ukrainska medier hävdade att ryska soldater ockuperade den ukrainska byn Tjonhar i Cherson oblast direkt norr om Krim. Tjonhar ligger på en av landtungorna som förbinder Krim med övriga Ukraina.[58] Trupperna skulle ha placerat ut landminor och betongblock.[58][59] Tjonhar ligger flera kilometer norr om den egentliga landgränsen till den autonoma republiken Krim och bevakas nu som en rysk ny gränspostering.[59]

### 12 mars
- Enligt Ukrainas säkerhetspolis greps under natten en grupp med ryska militärer av den ukrainska säkerhetstjänsten (SBU), i närheten av staden Cherson. Det finns ingen information om hur många som greps. Ledaren är enligt SBU en officer i den ryska militära underrättelsetjänsten, som kommer från staden Rjazanvid. Vid gripandet hade han ett falskt ukrainskt pass. Detta var de första krigsfångarna som Ukraina har tagit i konflikten. Ryssland påstår att de inte har någon militär i Cherson-området.[källa behövs]

### 15 mars
- Enligt ukrainska källor gick en trupp på 80 man från Ryska federationens militär i land vid Azovska sjön, i närheten av byn Strilkove i Cherson oblast. Man besatte byn, som ligger direkt norr om Krim, med stöd av fyra stridshelikoptrar och tre pansarvagnar.[källa behövs] Strilkove ligger på en av de smala landtungor – Arabatnäset – som förbinder Krim med fastlandet. Denna den östligaste landtungan är delad mellan den autonoma republiken Krim och Cherson oblast, som genom sin halva av landtungan fått en "framskjuten position" söderut. Genom den påstådda ryska ockupationen även av den norra delen av landtungan rätas gränsen mellan Krim och övriga Ukraina ut. Se även ovan om Tjonhar den 8 mars; den byn är belägen på landtungan direkt väster om Arabatnäset.

## Propagandakrig inför folkomröstningen

### Rysk agitation och nedsläckta TV-kanaler
Krisen på Krim har också omgetts av ett mediekrig. Ukrainas statliga TV- och radioråd beordrade på inrådan av Ukrainas nationella säkerhets- och försvarsråd, 11 av landets kabel-TV-operatörer att upphöra med distributionen av ett antal ryska kanaler. Detta inkluderade internationella versioner av Rysslands statskontrollerade kanaler Rossija 1, Pervyj Kanal (Kanal 1) och NTV, liksom nyhetskanalen Rossija 24. Man hänvisade bland annat till att kanalerna var ett hot mot den nationella säkerheten. 12 mars har hälften av kabel-TV-näten lyft bort dessa kanaler. Beslutet om kanalblockaderna har dock varit kontroversiellt, och flera parlamentsledamöter har höjt rösten om att detta kan ses som ytterligare en åtgärd efter den nyligen införda språklagen som kan reta landets rysktalande, men aldrig blev ratificerad av den tillförande presidenten.
Bakgrunden var att ryska statskontrollerade massmedier sedan slutet av februari beskrivit den nya ukrainska regimen i mycket skarpa ordalag. Beskrivningarna av den nya ukrainska regimen och den politiska situationen i Ukraina i rysk TV har enligt väst ofta beskrivit en "apokalyptisk" bild av landet, inte helt olikt propagandan mot väst från kalla krigets dagar. Professor Sergej Markov – en engelskspråkig Putin-anhängare som i månadsskiftet februari/mars flitigt intervjuats i internationella medier för att förklara Rysslands ageranden – har använt ett mycket mindre diplomatiskt språk när han formulerat sig på ryska; han har (i tabloiden Komsomolskaja Pravda) menat att den nya "neo-nazikontrollerade" regimen i Kiev inom ett par år skulle ha fördrivit nästan alla ryssar från Krim. Markov var också av den uppfattningen att den nya ukrainska regimen inte skulle nöja sig med att "ta över" Krim, utan att man vill göra Ukraina till ett antiryskt land och i förlängningen uppmuntra uppror också i Ryssland – stödda av ett USA/Väst som han anser siktar på att förstöra Ryssland som nation. Även många andra skribenter[källa behövs] menar att "nazister" (Svoboda) tagit över Ukrainas ledning. Den rysktalande delen av Euromajdan-demonstranterna har samtidigt inte uppmärksammats.
I slutet av februari rapporterades i ryska massmedier om tusentals flyktingar från Ukraina till Ryssland, som en följd av "kuppen" i Kiev. Inledningsvis nämndes antalet 143 000 flyktingar, en siffra som senare fått lov att skrivas ner till 5 (fem) personer.  Flyktingströmmen vid den påstått ukrainsk-ryska gränsen i ett inslag på Pervyj Kanal visade sig vara filmad vid en av gränsövergångarna mellan Ukraina och Polen.
I ljuset av alla lösa rykten och medvetna propaganda har flera människorättskämpar börjat efterlysa behovet av att skapa verktyg för att systematiskt kunna granska vad de ryska medierna egentligen förmedlar. Ett nätverk av aktivister och journalister har bland annat hjälpt till att avslöja den kanske största ryska osanningen runt Krim – att de tungt beväpnade styrkorna som tagit över Krim skulle vara "lokala självförsvarsstyrkor". Den tvåspråkiga (ryska och engelska) webbplatsen Stopfake.org har skapats med målet att "försöka genomskåda och skärskåda de många falska nyheterna". 10 mars avslöjade man "nyheten" (från ryska statsägda nyhetsbyrån RIA den 9 mars) om att ukrainska soldater endast skulle få betalt i endast en månad framåt inte var riktig.
Den oberoende ryska dagstidningen Novaja Gazeta publicerade 24 februari 2015 material angående Kremls "ukrainska planer". Enligt det läckta materialet skulle den ryska statsledningen redan i början av februari 2014 (det vill säga före Viktor Janukovytjs avsättande/flykt från posten som Ukrainas president) planerat ett annekterande av Krim och (den ukrainska delen av) Donetskbäckenet. Orsakerna skulle inte i första hand ha varit omsorgen om den ryska minoriteten i områdena utan mer geopolitisk.
Utrikespolitiska institutet i Finland rapporterade år 2016 att rapporteringen i Aftonbladets kultursidor till betydande del stödde den ryska officiella synen på konflikten. samt hjälpte till i den ryska kampanjen att misskreditera Carl Bildt.

### Nedsläckta TV-kanaler på Krim
Den kommande folkomröstningen på Krim görs i ljuset av att distributionen av i princip alla ukrainskspråkiga kanaler på halvön stoppats. Under perioden 3 till 11 mars har ukrainska kanaler i olika omgångar slutat sända på Krim, där skäl som "tekniska problem" och order från lokala myndigheter angetts. 11 mars tog det lokala Krim-parlamentet kontroll över den största lokala TV-stationen, Krym, där byggnaderna intagits av beväpnade män redan den 28 februari. Samtidigt har ryska kanaler tagit över de lediga kanalplatserna i etern.

### Valen i folkomröstningen
Samtidigt förbereder sig Krim inför den 16 mars. Där kommer man, enligt rapporter, att kunna välja mellan att låta den autonoma republiken Krim anslutas till Ryska federationen – eller att låta återgå till 1992 års Krim-konstitution med Krim som del av Ukraina. Fast tolkningen av det senare valet är inte helt uppenbar, eftersom 1992 års konstitution finns i två versioner; den första nämner endast Krims självständighet, medan skrivningen om anslutning till Ukraina lades till senare.
På de stora reklamtavlorna runt Krim har valaffischer satts upp som tydligt förklarar vad valet handlar om. Under rubriken "Valet den 16 mars" står ordet "eller" mitt emellan två kartbilder av Krim, där den ena är iklädd en vajande vit-blå-röd rysk flagga och den andra försedd med taggtråd och ett hakkors. Likhetstecknet mellan den nya regimen i Kiev och nazism målas (liksom i Ryska federationens massmedier) upp som en självklarhet.

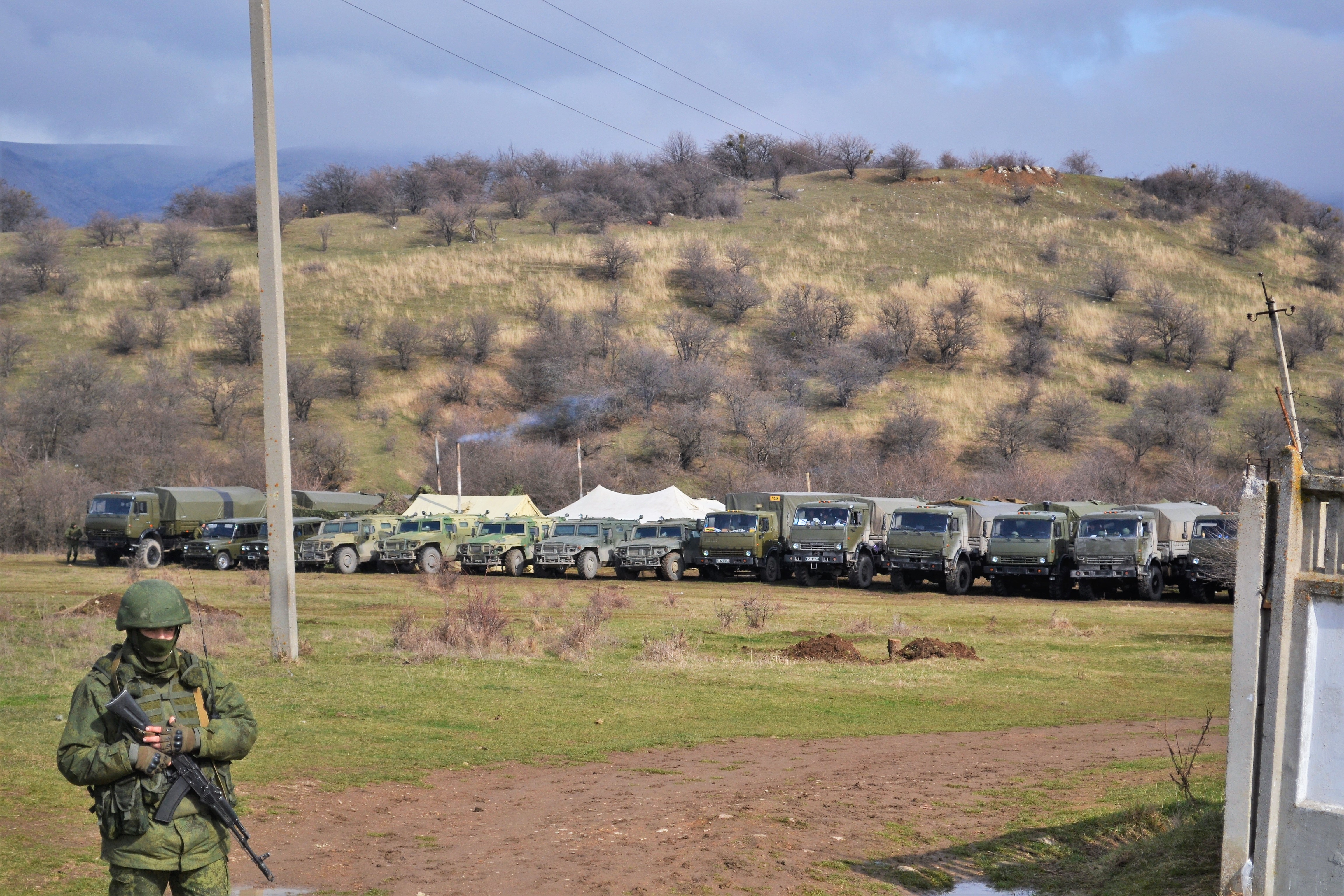
Ryska militärfordon (bland annat Tigr) uppställda nära den ukrainska militärbasen i Perevalne den 9 mars 2014.

## Konsekvenser

### Rustningar och vapen
Ryska federationens inblandning i den pågående konflikten, genom militärövningar i Rysslands gränstrakter till Ukraina och inblandning i maktförskjutningen på Krim, har fått internationella diplomatiska konsekvenser. Diplomatiska kontakter mellan USA och Ryssland har tagits på högsta nivå, och Nato varnade 2 mars Ryssland om att dess "aggressioner" kommer att leda till konsekvenser.
De nya makthavarna i Ukraina har höjt säkerhetsberedskapen, inkallat reservister och bett Nato om hjälp för att stärka kontrollen över sitt eget territorium. Många drar paralleller till Rysslands ingripande i andra före detta Sovjetrepubliker med gräns mot Ryssland (se Abchazien och Sydossetien).
Ryssland har vägrat ta något som helst ansvar för de "lokala försvarsstyrkor" som belägrat och stormat byggnader och militärbaser samt sänkt en rysk kryssare samt en brandbekämpningsbåt. Internationella analytiker och kommentatorer anser det dock uteslutet att de här maskerade, enhetligt uniformerade och tungt beväpnade styrkorna inte skulle ha några kopplingar till Ryska federationen. Bland annat bar ett antal transportfordon som transporterade truppstyrkor över Krim den 8 mars gröna registreringsskyltar; skyltarna bar nummer som antydde att de kom från Moskvaregionen. De "försvarsstyrkor" som den 7 mars försökte ta över en ukrainsk militärbas i Sevastopol rapporteras har burit klockor inställda på Moskvatid, och dess specialstyrkor skulle inte ha velat hemlighålla sin identitet.
I Ukraina är endast lättare vapen tillåtna för privat bruk – genom vapenlicens. Å andra sidan finns en stor svart marknad med vapen som går via Ukraina, delvis med ursprung i vapen som efterlämnats vid Sovjetunionens sammanbrott.

### Internationell rätt och jämförelser
Flera rättsvetare noterar att Krim först 1954 överfördes från Ryska SFSR till Ukrainska SSR. Däremot har Ryska federationen vid tre olika tillfällen (1991, 1994 och 1997) skrivit under avtal som garanterar Ukrainas nuvarande gränser. Internationell rätt ger heller inte en stat rätt att skydda delar av ett annat lands befolkning, eftersom detta i första hand är ett ansvar för det landets myndigheter. Weller nämner att Ryska federationen vid åtminstone två tidigare tillfällen – Abchazien och Sydossetien – missbrukat en internationell doktrin om "räddande av medborgare på utländsk mark". Doktrinen syftar till att rädda medborgare hem till sitt eget land – inte att låta dela nya pass till ett annat lands medborgare och därefter ockupera ett annat lands territorium. Ryska federationen gjorde så både i Abchazien (på 1990-talet) och i Sydossetien (2008) En snarlik situation råder i den moldaviska utbrytarrepubliken Transnistrien, där ryska trupper fortfarande är stationerade och där Ryssland står för områdets ålderspensioner.
|  | "Uttrycker oro, önskar fredlig lösning av konflikten" |

|  | "Stöder Ukrainas territoriella integritet" |

|  | "Fördömer Rysslands handlingar" |

|  | "Fördömer Rysslands handlingar och tolkar dem som en militär intervention eller invasion" |

|  | "Stöder Rysslands handlingar och/eller fördömer Ukrainas interimsregering" |

|  | "Erkänner Rysslands och andras intressen i konflikten" |

|  | Ukraina |

|  | Ryssland |

Reaktioner land för land (enligt officiella uttalanden):
----

Internationell rätt ger inte en region rätten att på egen hand byta nation. Den ger heller inte Krim (eller någon annan region) rätten att byta nation när det egna landet är föremål för militärt ultimatum (till exempel genom en militär närvaro som motsvarar en ockupation). Först måste bi- eller multilaterala förhandlingar mellan länder och regioner föras.
I Ryssland (och på Krim) jämför många Krim med Kosovo 1999, en jämförelse som Marc Weller vid University of Cambridge tycker haltar betänkligt. I fallet Kosovo var de etniska albanerna utsatta för förtryck och (hot om) etnisk rensning. Nato intervenerade men ockuperade inget territorium. Efter åtta års FN-förvaltning gavs området suverän status, baserat på en uppgörelse som FN-medlaren Ahtisaari lade fram.
Internationella kommentatorer (rättsvetare och andra) ger också andra jämförelser med Jugoslaviens sammanbrott och de risker (bland annat etnisk rensning) som en sådan utveckling kan föra med sig. Florian Bieber (professor vid Centret för sydösteuropeiska studier vid universitetet i Graz) pekar särskilt på polariseringen av en konflikt och de unilaterala beslut som riskerar ett lands sammanhållning. Bland annat innehåller Kroatien/Krajina/Jugoslavien enligt honom en del direkta paralleller med Ukraina/Krim/Ryssland, där stegrad nationalism på båda sidor gav/ger negativa spiraler.
Marc Weller ger ett antal förslag till hur Krimkrisen kan lösas på diplomatisk väg. Det inkluderar att både Ukraina och Ryssland står fast vid tidigare ingångna avtal länderna emellan, att Ryssland drar tillbaka sina militära styrkor, att Ukraina ger garantier för språkliga rättigheter åt sin rysktalande minoritet och att den ukrainska regimen får ett större parlamentariskt stöd men utan extremistisk tonvikt.
Weller ser dock diverse stötestenar på vägen dit, och möjligheten finns att Ryssland låter status quo råda på en på papperet oberoende men i praktiken Rysslandsberoende halvö. Med en sådan mellanlösning skulle Krim kunna bli ytterligare ett område med frusna konflikter i Rysslands närhet.
I ett vidare perspektiv ser svenske historikern Kristian Gerner en möjlig utveckling som kan riskera hela Ukrainas sammanhållning. Han målar upp två möjliga scenarier, där det ena är en modern variant av Anschluss (land 1 sugs upp av land 2, till följd av inre motsättningar i land 1 som utnyttjas av land 2) och den andra en "finlandisering" (ett mindre land bevarar sin självständighet gentemot en större granne genom diplomatiskt navigerande och låg profil).

Resultat av FN:s generalförsamlings omröstning om Ukrainas territoriella integritet den 27 mars 2014:
För
Emot
Avstår
Frånvarande under omröstningen

### Krims ekonomi
Sedan Ryska federationens annektering av Krim i mars har oroligheterna i Ukraina flyttat till Donetsbäckenet. Rysslands vägran att diskutera ett återlämnande av Krim och dess (enligt många) dolda stöd till de proryska separatisterna i Federala staten Nya Ryssland har lett till utökade internationella sanktioner mot Ryssland.
Detta har inte underlättat situationen för Krims ekonomi, som i stor utsträckning är beroende av turism och sommartid tar emot miljontals solturister från främst Ukraina och Ryssland. Sedan Sovjets sammanbrott har de flesta av halvöns invånare kommit att livnära sig antingen på militären eller på säsongsarbete inom turistnäringen, i ett land där kapitalism och korruption fått fria tyglar. Sommaren 2014 har de ukrainska turisterna dock i stort sett uteblivit, och internationella kryssningsfartyg lägger inte längre till vid halvön.
Ryska federationen har å sin sida satsat resurser för öka mängden ryska sommarturister på Krim; i Krimkrisens fotspår har många statsanställda mer eller mindre förbjudits att resa utomlands på semester, vilket gynnat mängden ryska Krimturister. Däremot har de internationella sanktionerna bland annat inneburit att lågprisflygbolaget Dobrolets leasing av Boeingplan fått upphöra och att bolaget sedan 4 augusti 2014 i praktiken lagt verksamheten på is. Dobrolet, som startade sin verksamhet hösten 2013, var sommaren 2014 enda flygbolag som trafikerade rutten Moskva–Simferopol. 
Hösten 2018 trafikerade flygbogagen: Aeroflot, Pegas Fly, Red Wings Airlines, Ural Airlines, S7 Airlines, Nordwind Airlines och Rossiya Airlines 22 olika flygplatser alla i Ryssland, och bara till Moskvas fyra flygplatser gick 200 avgångar i vecka.
Däremot har den ryska annekteringen av Krim varit populär hos många ryssar. Bland de ryska turister som trots allt kommit till Krim sommaren 2014 har många menat att Krim med sin ryska kultur nu kommit tillbaka hem, efter ett drygt halvsekel under ukrainskt styre.
Förändringar har också skett inom Krims kulturliv. Den internationella jazz- och världsmusikfestivalen i badorten Koktebel (grundad 2003) har inför årets upplaga i september 2014 flyttats till Bilhorod-Dnistrovskyj söder om Odessa. Detta har i någon mån kompenserats med vissa nya evenemang; exempelvis spelade den amerikanske skådespelaren och musikern (och Putinvännen) Steven Seagal i början av augusti i samband med en motorcykelshow i Sevastopol. Annars finns ryska planer på att åter göra just Sevastopol, den strategiska basen för ryska Svartahavsflottan, till en stängd stad, så som den var under den sovjetiska tiden.
I hotellturisternas relativa frånvaro fanns sommaren 2014 istället en stor mängd flyktingar från kriget i östra Ukraina, vilka härbärgerades i stora tältläger runt bland annat huvudstaden Simferopol. Ryssland har även åtagit sig stora planerade kostnader med anknytning till Krim, och fram till 2020 har man sagt sig vilja satsa motsvarande 120 miljarder svenska kronor på olika utvecklingsprojekt. Det inkluderar Krimbron över Kertjsundet, vilket fram till 2018 skiljde Krim från det ryska fastlandet i öster.

## Internationella reaktioner

### Nationer
1 mars 2014 hade USA:s president Barack Obama ett 90 minuter långt telefonsamtal med Rysslands motsvarighet Vladimir Putin, där Obama sa att "Ryssland bryter mot internationell rätt, inklusive FN-stadgan, och uppmanade Ryssland att dra tillbaka sina trupper." 
 1 mars fördömde Storbritanniens utrikesminister William Hague all aggression mot Ukraina.
 1 mars uppmanade Hua Chunying från Kinas utrikesministerium till ett stopp på de fientliga aktiviteterna. Kina meddelade vidare att man inte ville blanda sig i "Ukrainas inre angelägenheter".
 1 mars/2 mars meddelade Kanadas premiärminister Stephen Harper att han ställde in landets medverkan i sommarens planerade G8-möte i ryska Sotji. Samtidigt återkallade han Kanadas Moskva-ambassadör för konsultationer.
 2 mars. Statsminister Fredrik Reinfeldt: "Det är i någon mån förståeligt att Ryssland agerar på en rysk minoritets oro på Krim och i östra Ukraina, men inte på det sätt man agerar."
 2 mars. Utrikesminister Carl Bildt:  "Jag tror inte att det har varit så mycket rysk minoritets oro om jag ska vara alldeles ärlig." och 4 mars – "Så har då Ukraina fått sin egen Quisling, sittande på främmande mark där han vädjar om att en utländsk armé ska ge honom hans land tillbaka"
 3 mars gjorde Europarådet, Europeiska kommissionen och G7-länderna ett gemensamt uttalande där man fördömde Rysslands militära aktiviteter på Krim och betecknade dem som ett "tydligt brott mot Ukrainas suveränitet, mot Rysslands undertecknande av FN-stadgan och landets militära samarbetsavtal med Ukraina från 1997". Man uppmanade samtidigt Ryssland lösa alla problem i sina relationer med Ukraina på diplomatisk väg. Alla G7-staterna meddelade också att man ställde in alla förberedelser inför juni månads G8-möte i ryska Sotji.
 21 mars. Statsminister Helle Thorning-Schmidt påpekade, med anledning av det nyligen underskrivna associationsavtalet, att Ukraina (för närvarande) inte var aktuellt för ett medlemskap i EU.

### Organisationer
18–21 mars hölls en snabbutlyst fredskongress i Utländska litteraturens bibliotek i Moskva. I protest mot "den ryska aggressiviteten och krigsivern" undertecknade kongressdeltagarna, som bestod av cirka 200 ryska författare och andra intellektuella, en deklaration med titeln "Mot krig, mot Rysslands självisolering, mot återinrättandet av totalitarism". Ola Wallin (internationell sekreterare på Svenska PEN) hävdade i samband med deklarationen att över 1 500 ryska demonstranter gripits de senaste veckorna, vilket är på en nivå som inte rapporterats sedan Sovjettiden.
 27 mars skedde en omröstning om Ukrainas territoriella integritet i Förenta nationernas generalförsamling. Det resulterade i att Resolution 68/262 antogs, med 100 röster för och 11 röster emot. 58 länder avstod från att rösta och 24 länders FN-delegater var frånvarande från omröstningen.